# Elecciones provinciales de San Juan de 2011
Las elecciones generales 2011 de la provincia de San Juan se realizaron en 23 de octubre de 2011 junto con las elecciones presidenciales en Argentina. Se eligieron gobernador y vicegobernador, 3 senadores nacionales, 3 diputados nacionales, 34 diputados provinciales y 19 intendentes. Fue elegido gobernador José Luis Gioja, quien inicia su tercer mandato consecutivo.

## Resultados

### Consulta popular
El domingo 8 de mayo de 2011 se realizó una Consulta Popular para modificar la constitución provincial y permitir que el gobernador acceda a tres mandatos consecutivos, en lugar de los dos de la constitución provincial de 1986. El Sí a la enmienda triunfó por un amplio margen, lo cual permitió a Gioja presentarse para un tercer mandato.
| Opción                | Votos   | %     |
| --------------------- | ------- | ----- |
| Sí                    | 182.819 | 65,09 |
| No                    | 94.278  | 33,56 |
| Votos positivos       | 277.097 | 98,65 |
| Votos en blanco       | 1.385   | 0,49  |
| Votos anulados        | 2.404   | 0,86  |
| Participación         | 280.886 | 64,21 |
| Electores registrados | 437.475 | 100   |

### Gobernador y vicegobernador
| Fórmula               | Fórmula               | Partido/Alianza       | Partido/Alianza                       | Votos   | %     |
| Gobernador            | Vicegobernador        | Partido/Alianza       | Partido/Alianza                       | Votos   | %     |
| --------------------- | --------------------- | --------------------- | ------------------------------------- | ------- | ----- |
| José Luis Gioja       | Sergio Uñac           |                       | Frente para la Victoria               | 227.099 | 68,16 |
| Roberto Basualdo      | Susana Laciar         |                       | Unión, Producción y Trabajo           | 67.807  | 20,35 |
| Rodolfo Colombo       | Pedro Landa           |                       | Todos por San Juan                    | 22.187  | 6,66  |
| Carlos Navas          | María Garrido         |                       | Frente Opositor (GEN - PS - CR - Sur) | 8.747   | 2,63  |
| Fernando Luis Moya    | Martha Pontoriero     |                       | Dignidad Ciudadana                    | 7.339   | 2,20  |
| Votos positivos       | Votos positivos       | Votos positivos       | Votos positivos                       | 333.179 | 90,09 |
| Votos en blanco       | Votos en blanco       | Votos en blanco       | Votos en blanco                       | 34.309  | 9,28  |
| Votos nulos           | Votos nulos           | Votos nulos           | Votos nulos                           | 2.326   | 0,63  |
| Participación         | Participación         | Participación         | Participación                         | 369.814 | 78,88 |
| Electores registrados | Electores registrados | Electores registrados | Electores registrados                 | 468.845 | 100   |
| Fuente:               |                       |                       |                                       |         |       |

### Cámara de Diputados
| Partido/Alianza       | Partido/Alianza             | Diputado proporcional | Diputado proporcional | Diputado proporcional | Diputado proporcional | Diputado departamental | Diputado departamental | Diputado departamental | Bancas totales |
| Partido/Alianza       | Partido/Alianza             | Votos                 | %                     | Bancas                | Electos | Votos                  | %                      | Bancas                 | Bancas totales |
| --------------------- | --------------------------- | --------------------- | --------------------- | --------------------- | --- | ---------------------- | ---------------------- | ---------------------- | -------------- |
|                       | Frente para la Victoria     | 205.874               | 66,03                 | 11/15                 | Ver electos: - Raúl Ávila - Eduardo Bustello - Nelson Luís Campero - Mónica Beatriz Castro - Roberto Correa - Amanda Díaz - Gastón Jesús Díaz - Hugo Oscar Díaz - Pedro Mallea - Cristian Morales - Carla Muñoz - Edgardo Emilio Sancassani | 196.326                | 62,83                  | 16/19                  | 27/34          |
|                       | Unión, Producción y Trabajo | 67.632                | 21,69                 | 3/15                  | Ver electos: - José Peluc - Hugo Ramírez - Lucía Francisca Sánchez | 75.247                 | 24,08                  | 3/19                   | 6/34           |
|                       | Todos por San Juan          | 21.575                | 6,92                  | 1/15                  | - Juan Sansó | 23.710                 | 7,59                   |                        | 1/34           |
|                       | Frente Opositor             | 8.956                 | 2,87                  |                       | | 9.688                  | 3,10                   |                        |                |
|                       | Dignidad Ciudadana          | 7.736                 | 2,48                  | 7.493                 | 2,40 |                        |                        |                        |                |
| Votos positivos       | Votos positivos             | 311.773               | 84,31                 | 312.464               | 84,49 |                        |                        |                        |                |
| Votos en blanco       | Votos en blanco             | 55.746                | 15,07                 | 55.005                | 14,87 |                        |                        |                        |                |
| Votos nulos           | Votos nulos                 | 2.295                 | 0,62                  | 2.345                 | 0,63 |                        |                        |                        |                |
| Participación         | Participación               | 369.814               | 78,88                 | 369.814               | 78,88 |                        |                        |                        |                |
| Electores registrados | Electores registrados       | 468.845               | 100                   | 468.845               | 100 |                        |                        |                        |                |
| Fuentes:              |                             |                       |                       |                       | |                        |                        |                        |                |

#### Resultados por departamentos
| 25 de Mayo 1 Diputado   | 25 de Mayo 1 Diputado       | 25 de Mayo 1 Diputado | 25 de Mayo 1 Diputado | 25 de Mayo 1 Diputado        |
| Partido/Alianza         | Partido/Alianza             | Votos                 | %                     | Electo                       |
| ----------------------- | --------------------------- | --------------------- | --------------------- | ---------------------------- |
|                         | Frente para la Victoria     | 4.680                 | 79,08                 | - Juan Carlos Quiroga Moyano |
|                         | Unión, Producción y Trabajo | 1.038                 | 17,54                 |                              |
|                         | Todos por San Juan          | 152                   | 2,57                  |                              |
|                         | Dignidad Ciudadana          | 31                    | 0,52                  |                              |
|                         | Frente Opositor             | 17                    | 0,29                  |                              |
| Votos positivos         | Votos positivos             | 5.918                 | 68,88                 |                              |
| Votos en blanco         | Votos en blanco             | 2.653                 | 30,88                 |                              |
| Votos nulos             | Votos nulos                 | 21                    | 0,24                  |                              |
| Participación           | Participación               | 8.592                 | 80,43                 |                              |
| Electores registrados   | Electores registrados       | 10.683                | 100                   |                              |
| 9 de Julio 1 Diputado   |                             |                       |                       |                              |
| Partido/Alianza         | Partido/Alianza             | Votos                 | %                     | Electo                       |
|                         | Frente para la Victoria     | 3.268                 | 68,97                 | - José Bustos                |
|                         | Unión, Producción y Trabajo | 1.100                 | 23,22                 |                              |
|                         | Todos por San Juan          | 300                   | 6,33                  |                              |
|                         | Frente Opositor             | 70                    | 1,48                  |                              |
| Votos positivos         | Votos positivos             | 4.738                 | 89,77                 |                              |
| Votos en blanco         | Votos en blanco             | 510                   | 9,66                  |                              |
| Votos nulos             | Votos nulos                 | 30                    | 0,57                  |                              |
| Participación           | Participación               | 5.278                 | 82,82                 |                              |
| Electores registrados   | Electores registrados       | 6.373                 | 100                   |                              |
| Albardón 1 Diputado     |                             |                       |                       |                              |
| Partido/Alianza         | Partido/Alianza             | Votos                 | %                     | Electo                       |
|                         | Frente para la Victoria     | 7.463                 | 63,05                 | - Cristina López Valverde    |
|                         | Frente Opositor             | 2.787                 | 23,55                 |                              |
|                         | Unión, Producción y Trabajo | 1.257                 | 10,62                 |                              |
|                         | Todos por San Juan          | 187                   | 1,58                  |                              |
|                         | Dignidad Ciudadana          | 142                   | 1,20                  |                              |
| Votos positivos         | Votos positivos             | 11.836                | 88,52                 |                              |
| Votos en blanco         | Votos en blanco             | 1.472                 | 11,01                 |                              |
| Votos nulos             | Votos nulos                 | 63                    | 0,47                  |                              |
| Participación           | Participación               | 13.371                | 82,42                 |                              |
| Electores registrados   | Electores registrados       | 16.223                | 100                   |                              |
| Angaco 1 Diputado       |                             |                       |                       |                              |
| Partido/Alianza         | Partido/Alianza             | Votos                 | %                     | Electo                       |
|                         | Unión, Producción y Trabajo | 2.303                 | 47,34                 | - Roberto José Castro        |
|                         | Frente para la Victoria     | 2.207                 | 45,36                 |                              |
|                         | Todos por San Juan          | 338                   | 6,95                  |                              |
|                         | Frente Opositor             | 9                     | 0,18                  |                              |
|                         | Dignidad Ciudadana          | 8                     | 0,16                  |                              |
| Votos positivos         | Votos positivos             | 4.865                 | 92,54                 |                              |
| Votos en blanco         | Votos en blanco             | 383                   | 7,29                  |                              |
| Votos nulos             | Votos nulos                 | 9                     | 0,17                  |                              |
| Participación           | Participación               | 5.257                 | 84,61                 |                              |
| Electores registrados   | Electores registrados       | 6.213                 | 100                   |                              |
| Calingasta 1 Diputado   |                             |                       |                       |                              |
| Partido/Alianza         | Partido/Alianza             | Votos                 | %                     | Electo                       |
|                         | Frente para la Victoria     | 2.753                 | 63,16                 | - Mario Adrián Romero        |
|                         | Unión, Producción y Trabajo | 1.563                 | 35,86                 |                              |
|                         | Todos por San Juan          | 43                    | 0,99                  |                              |
| Votos positivos         | Votos positivos             | 4.359                 | 88,44                 |                              |
| Votos en blanco         | Votos en blanco             | 500                   | 10,14                 |                              |
| Votos nulos             | Votos nulos                 | 70                    | 1,42                  |                              |
| Participación           | Participación               | 4.929                 | 79,56                 |                              |
| Electores registrados   | Electores registrados       | 6.195                 | 100                   |                              |
| Capital 1 Diputado      |                             |                       |                       |                              |
| Partido/Alianza         | Partido/Alianza             | Votos                 | %                     | Electo                       |
|                         | Frente para la Victoria     | 33.015                | 54,57                 | - Griselda Irene Romera      |
|                         | Unión, Producción y Trabajo | 14.476                | 23,93                 |                              |
|                         | Todos por San Juan          | 6.695                 | 11,07                 |                              |
|                         | Dignidad Ciudadana          | 3.828                 | 6,33                  |                              |
|                         | Frente Opositor             | 2.484                 | 4,11                  |                              |
| Votos positivos         | Votos positivos             | 60.498                | 83,79                 |                              |
| Votos en blanco         | Votos en blanco             | 11.217                | 15,54                 |                              |
| Votos nulos             | Votos nulos                 | 489                   | 0,68                  |                              |
| Participación           | Participación               | 72.204                | 75,20                 |                              |
| Electores registrados   | Electores registrados       | 96.011                | 100                   |                              |
| Caucete 1 Diputado      |                             |                       |                       |                              |
| Partido/Alianza         | Partido/Alianza             | Votos                 | %                     | Electo                       |
|                         | Frente para la Victoria     | 9.312                 | 76,52                 | - Víctor Manuel Doña         |
|                         | Unión, Producción y Trabajo | 1.300                 | 10,68                 |                              |
|                         | Todos por San Juan          | 1.211                 | 9,95                  |                              |
|                         | Dignidad Ciudadana          | 239                   | 1,96                  |                              |
|                         | Frente Opositor             | 108                   | 0,89                  |                              |
| Votos positivos         | Votos positivos             | 12.170                | 65,29                 |                              |
| Votos en blanco         | Votos en blanco             | 6.402                 | 34,35                 |                              |
| Votos nulos             | Votos nulos                 | 68                    | 0,36                  |                              |
| Participación           | Participación               | 18.640                | 77,51                 |                              |
| Electores registrados   | Electores registrados       | 24.047                | 100                   |                              |
| Chimbas 1 Diputado      |                             |                       |                       |                              |
| Partido/Alianza         | Partido/Alianza             | Votos                 | %                     | Electo                       |
|                         | Frente para la Victoria     | 23.383                | 69,26                 | - Antonio Lara               |
|                         | Unión, Producción y Trabajo | 7.585                 | 22,47                 |                              |
|                         | Todos por San Juan          | 1.317                 | 3,90                  |                              |
|                         | Frente Opositor             | 877                   | 2,60                  |                              |
|                         | Dignidad Ciudadana          | 598                   | 1,77                  |                              |
| Votos positivos         | Votos positivos             | 33.760                | 84,51                 |                              |
| Votos en blanco         | Votos en blanco             | 5.932                 | 14,85                 |                              |
| Votos nulos             | Votos nulos                 | 255                   | 0,64                  |                              |
| Participación           | Participación               | 39.947                | 79,00                 |                              |
| Electores registrados   | Electores registrados       | 50.565                | 100                   |                              |
| Iglesia 1 Diputado      |                             |                       |                       |                              |
| Partido/Alianza         | Partido/Alianza             | Votos                 | %                     | Electo                       |
|                         | Frente para la Victoria     | 2.978                 | 79,52                 | - Jorge Leopoldo Espejo      |
|                         | Unión, Producción y Trabajo | 536                   | 14,31                 |                              |
|                         | Todos por San Juan          | 231                   | 6,17                  |                              |
| Votos positivos         | Votos positivos             | 3.745                 | 83,91                 |                              |
| Votos en blanco         | Votos en blanco             | 684                   | 15,33                 |                              |
| Votos nulos             | Votos nulos                 | 34                    | 0,76                  |                              |
| Participación           | Participación               | 4.463                 | 81,81                 |                              |
| Electores registrados   | Electores registrados       | 5.455                 | 100                   |                              |
| Jáchal 1 Diputado       |                             |                       |                       |                              |
| Partido/Alianza         | Partido/Alianza             | Votos                 | %                     | Electo                       |
|                         | Frente para la Victoria     | 6.034                 | 52,48                 | - Pedro Horacio Espejo       |
|                         | Todos por San Juan          | 4.638                 | 40,34                 |                              |
|                         | Unión, Producción y Trabajo | 611                   | 5,31                  |                              |
|                         | Frente Opositor             | 214                   | 1,86                  |                              |
| Votos positivos         | Votos positivos             | 11.497                | 88,10                 |                              |
| Votos en blanco         | Votos en blanco             | 1.476                 | 11,31                 |                              |
| Votos nulos             | Votos nulos                 | 77                    | 0,59                  |                              |
| Participación           | Participación               | 13.050                | 81,31                 |                              |
| Electores registrados   | Electores registrados       | 16.047                | 100                   |                              |
| Pocito 1 Diputado       |                             |                       |                       |                              |
| Partido/Alianza         | Partido/Alianza             | Votos                 | %                     | Electo                       |
|                         | Frente para la Victoria     | 14.759                | 78,07                 | - Marcela Monti              |
|                         | Unión, Producción y Trabajo | 2.655                 | 14,04                 |                              |
|                         | Todos por San Juan          | 1.155                 | 6,11                  |                              |
|                         | Frente Opositor             | 336                   | 1,78                  |                              |
| Votos positivos         | Votos positivos             | 18.905                | 86,95                 |                              |
| Votos en blanco         | Votos en blanco             | 2.678                 | 12,32                 |                              |
| Votos nulos             | Votos nulos                 | 159                   | 0,73                  |                              |
| Participación           | Participación               | 21.742                | 78,62                 |                              |
| Electores registrados   | Electores registrados       | 27.656                | 100                   |                              |
| Rawson 1 Diputado       |                             |                       |                       |                              |
| Partido/Alianza         | Partido/Alianza             | Votos                 | %                     | Electo                       |
|                         | Frente para la Victoria     | 37.054                | 68,73                 | - Pablo García Nieto         |
|                         | Unión, Producción y Trabajo | 12.710                | 23,57                 |                              |
|                         | Todos por San Juan          | 2.093                 | 3,88                  |                              |
|                         | Dignidad Ciudadana          | 1.100                 | 2,04                  |                              |
|                         | Frente Opositor             | 957                   | 1,78                  |                              |
| Votos positivos         | Votos positivos             | 53.914                | 87,68                 |                              |
| Votos en blanco         | Votos en blanco             | 7.156                 | 11,64                 |                              |
| Votos nulos             | Votos nulos                 | 419                   | 0,68                  |                              |
| Participación           | Participación               | 61.489                | 77,76                 |                              |
| Electores registrados   | Electores registrados       | 79.075                | 100                   |                              |
| Rivadavia 1 Diputado    |                             |                       |                       |                              |
| Partido/Alianza         | Partido/Alianza             | Votos                 | %                     | Electo                       |
|                         | Frente para la Victoria     | 22.646                | 60,22                 | - José Amadeo Soria          |
|                         | Unión, Producción y Trabajo | 10.778                | 28,66                 |                              |
|                         | Todos por San Juan          | 2.109                 | 5,61                  |                              |
|                         | Frente Opositor             | 1.055                 | 2,81                  |                              |
|                         | Dignidad Ciudadana          | 1.017                 | 2,70                  |                              |
| Votos positivos         | Votos positivos             | 37.605                | 83,11                 |                              |
| Votos en blanco         | Votos en blanco             | 7.322                 | 16,18                 |                              |
| Votos nulos             | Votos nulos                 | 319                   | 0,71                  |                              |
| Participación           | Participación               | 45.246                | 79,95                 |                              |
| Electores registrados   | Electores registrados       | 56.593                | 100                   |                              |
| San Martín 1 Diputado   |                             |                       |                       |                              |
| Partido/Alianza         | Partido/Alianza             | Votos                 | %                     | Electo                       |
|                         | Frente para la Victoria     | 3.115                 | 58,38                 | - Rolando Cámpora            |
|                         | Todos por San Juan          | 1.807                 | 33,36                 |                              |
|                         | Unión, Producción y Trabajo | 335                   | 6,28                  |                              |
|                         | Frente Opositor             | 79                    | 1,48                  |                              |
| Votos positivos         | Votos positivos             | 5.336                 | 86,89                 |                              |
| Votos en blanco         | Votos en blanco             | 771                   | 12,55                 |                              |
| Votos nulos             | Votos nulos                 | 34                    | 0,55                  |                              |
| Participación           | Participación               | 6.141                 | 81,87                 |                              |
| Electores registrados   | Electores registrados       | 7.501                 | 100                   |                              |
| Santa Lucía 1 Diputado  |                             |                       |                       |                              |
| Partido/Alianza         | Partido/Alianza             | Votos                 | %                     | Electo                       |
|                         | Frente para la Victoria     | 13.595                | 53,93                 | - Javier Ruiz Álvarez        |
|                         | Unión, Producción y Trabajo | 8.805                 | 36,87                 |                              |
|                         | Todos por San Juan          | 719                   | 3,01                  |                              |
|                         | Dignidad Ciudadana          | 397                   | 1,66                  |                              |
|                         | Frente Opositor             | 366                   | 1,53                  |                              |
| Votos positivos         | Votos positivos             | 23.882                | 85,29                 |                              |
| Votos en blanco         | Votos en blanco             | 3.917                 | 13,99                 |                              |
| Votos nulos             | Votos nulos                 | 202                   | 0,72                  |                              |
| Participación           | Participación               | 28.001                | 80,29                 |                              |
| Electores registrados   | Electores registrados       | 34.874                | 100                   |                              |
| Sarmiento 1 Diputado    |                             |                       |                       |                              |
| Partido/Alianza         | Partido/Alianza             | Votos                 | %                     | Electo                       |
|                         | Frente para la Victoria     | 5.753                 | 58,64                 | - Víctor Muñoz Carpino       |
|                         | Unión, Producción y Trabajo | 3.597                 | 36,67                 |                              |
|                         | Todos por San Juan          | 383                   | 3,90                  |                              |
|                         | Frente Opositor             | 77                    | 0,78                  |                              |
| Votos positivos         | Votos positivos             | 9.810                 | 85,58                 |                              |
| Votos en blanco         | Votos en blanco             | 1.587                 | 13,84                 |                              |
| Votos nulos             | Votos nulos                 | 66                    | 0,58                  |                              |
| Participación           | Participación               | 11.463                | 82,65                 |                              |
| Electores registrados   | Electores registrados       | 13.869                | 100                   |                              |
| Ullum 1 Diputado        |                             |                       |                       |                              |
| Partido/Alianza         | Partido/Alianza             | Votos                 | %                     | Electo                       |
|                         | Unión, Producción y Trabajo | 1.422                 | 53,42                 | - Leopoldo Soler             |
|                         | Frente para la Victoria     | 1.132                 | 42,52                 |                              |
|                         | Todos por San Juan          | 89                    | 3,34                  |                              |
|                         | Dignidad Ciudadana          | 14                    | 0,53                  |                              |
|                         | Frente Opositor             | 5                     | 0,19                  |                              |
| Votos positivos         | Votos positivos             | 2.662                 | 96,14                 |                              |
| Votos en blanco         | Votos en blanco             | 96                    | 3,47                  |                              |
| Votos nulos             | Votos nulos                 | 11                    | 0,40                  |                              |
| Participación           | Participación               | 2.769                 | 89,18                 |                              |
| Electores registrados   | Electores registrados       | 3.105                 | 100                   |                              |
| Valle Fértil 1 Diputado |                             |                       |                       |                              |
| Partido/Alianza         | Partido/Alianza             | Votos                 | %                     | Electo                       |
|                         | Frente para la Victoria     | 2.080                 | 49,00                 | - Emilio Augusto Fernández   |
|                         | Unión, Producción y Trabajo | 1.838                 | 43,30                 |                              |
|                         | Frente Opositor             | 236                   | 5,56                  |                              |
|                         | Todos por San Juan          | 91                    | 2,14                  |                              |
| Votos positivos         | Votos positivos             | 4.245                 | 97,47                 |                              |
| Votos en blanco         | Votos en blanco             | 97                    | 2,23                  |                              |
| Votos nulos             | Votos nulos                 | 13                    | 0,30                  |                              |
| Participación           | Participación               | 4.355                 | 84,55                 |                              |
| Electores registrados   | Electores registrados       | 5.151                 | 100                   |                              |
| Zonda 1 Diputado        |                             |                       |                       |                              |
| Partido/Alianza         | Partido/Alianza             | Votos                 | %                     | Electo                       |
|                         | Unión, Producción y Trabajo | 1.338                 | 49,21                 | - Miguel Atampiz             |
|                         | Frente para la Victoria     | 1.099                 | 40,42                 |                              |
|                         | Todos por San Juan          | 152                   | 5,59                  |                              |
|                         | Dignidad Ciudadana          | 119                   | 4,38                  |                              |
|                         | Frente Opositor             | 11                    | 0,40                  |                              |
| Votos positivos         | Votos positivos             | 2.719                 | 94,51                 |                              |
| Votos en blanco         | Votos en blanco             | 152                   | 5,28                  |                              |
| Votos nulos             | Votos nulos                 | 6                     | 0,21                  |                              |
| Participación           | Participación               | 2.877                 | 89,65                 |                              |
| Electores registrados   | Electores registrados       | 3.209                 | 100                   |                              |